# Вільнюс
Ві́льнюс, до 1939 — Ві́льно (лит. Vilnius, біл. Вільня, пол. Wilno, староукр. Вильна, Вільна) — столиця та найбільше місто Литви, розташоване на річці Няріс у південно-східній частині країни. Головний політичний, економічний та культурний центр Литви. Станом на 2025 рік проживало 607,667 (за даними муніципалітету) або 592 389 (за даними державного реєстратора) мешканців, а у вільнюській агломерації — 747 864; друге найбільше місто серед країн Балтії за кількістю населення (після Риги).
Вперше згадується у 1323 році як столиця великого князя Литовського Гедиміна. Протягом століть — головне місто Великого князівства Литовського (ВКЛ), а з 1569 року — одне з найбільших міст Речі Посполитої. Після третього поділу Речі Посполитої у 1795 році увійшов до складу Російської імперії. З 1922 до 1939 року входив до складу Польщі, що було предметом конфронтації між Польською та Литовською республіками. З 1939 року став столицею Литви (згодом Литовської РСР після окупації СРСР). У 1990 був прийнятий акт про відновлення незалежності країни з столицею у Вільнюсі.
Вільнюс відомий своєю архітектурою у історичному центрі, який був оголошений об'єктом Всесвітньої спадщини ЮНЕСКО в 1994 році. До Другої світової війни Вільнюс був одним із найбільших єврейських центрів у Європі. Його єврейський вплив призвів до того, що його прозвали «Єрусалимом Литви». Наполеон назвав його «Єрусалимом Півночі», під час проходу через Вільнюс в 1812 році. У 2009 році Вільнюс був оголошений культурною столицею Європи разом з Лінцом, Австрія. 69 % площі міста зайняте зеленими насадженнями; 3-е місце в рейтингу найзеленіших міст планети (2021).
У 2021 році Вільнюс увійшов до 25 кращих міст майбутнього за версією fDI — одне з найбільш передових міст із найбільшим потенціалом у світі.
24 січня 2023 року «за виявлені гуманізм, милосердя і солідарність з Українським народом, всебічну допомогу громадянам України, які вимушено залишили Батьківщину внаслідок збройної агресії Російської Федерації проти України, а також вагому підтримку України у захисті її незалежності та суверенітету» Указом Президента України Вільнюс було удостоєно почесної відзнаки України «Місто-рятівник».

## Назва
Назва (лит. Vilnius, біл. Вільня), старовинна українська назва — Вільно (Вільне), сучасна — Вільнюс, за деякими джерелами походить від назви річки Вільня, на якій стоїть місто.
У стародавніх історичних джерелах переважає назва Вільня, Wilna, Vilna. У пам'ятках писемності, починаючи з XIV ст., використовується форма Wilno, Vilno та інші назви. У литовських пам'ятках писемності 1595, 1600, 1653 та пізніших років трапляється варіант Vilnius.

## Історія
На первісній території міста розкопано поселення 4 тис. до н. е. Перша писемна згадка про місто міститься в посланнях великого князя литовського Гедиміна, у них Вільнюс називається столицею великого князя.

Костел св. Миколая (зведений до 1387)

У 13–14 ст. тут (біля злиття річок на площі 4 га) побудовано три замки. З часів Гедиміна Верхній і Нижній замки стали резиденцією правителів Великого князівства Литовського (ВКЛ). За замки боролися в роки князівських міжусобиць у 1345 та 1381–92. У 1365—1402 рр. ними намагався заволодіти Тевтонський орден. 1390-го під час облоги згорів дерев'яний Кривий замок. Після цих подій і до 1655 року іноземні війська не вступали до замків. У Нижньому замку знаходився палац великих князів литовських (після пожежі 1520 відбудований в стилі ренесансу, знесений на початку 19 ст.) і католицький кафедральний собор (зведений у 1387, сучасний вигляд кін. 18 ст.), а також з 1413-го — резиденція вільнюського воєводи та місцевої адміністрації. Тут збирався сейм ВКЛ, діяли з 1566 року земський суд і гродський суд, з 1588 — Головний литовський трибунал. Після Люблінської унії 1569 замки зберігали статус столиці, але оскільки державні функції ВКЛ значно звузилися, то замки почали занепадати. Збереглися кафедральний собор і залишки Верхнього замку (нині на місці палацу великих князів проводяться археологічні розкопки).

### Формування міста

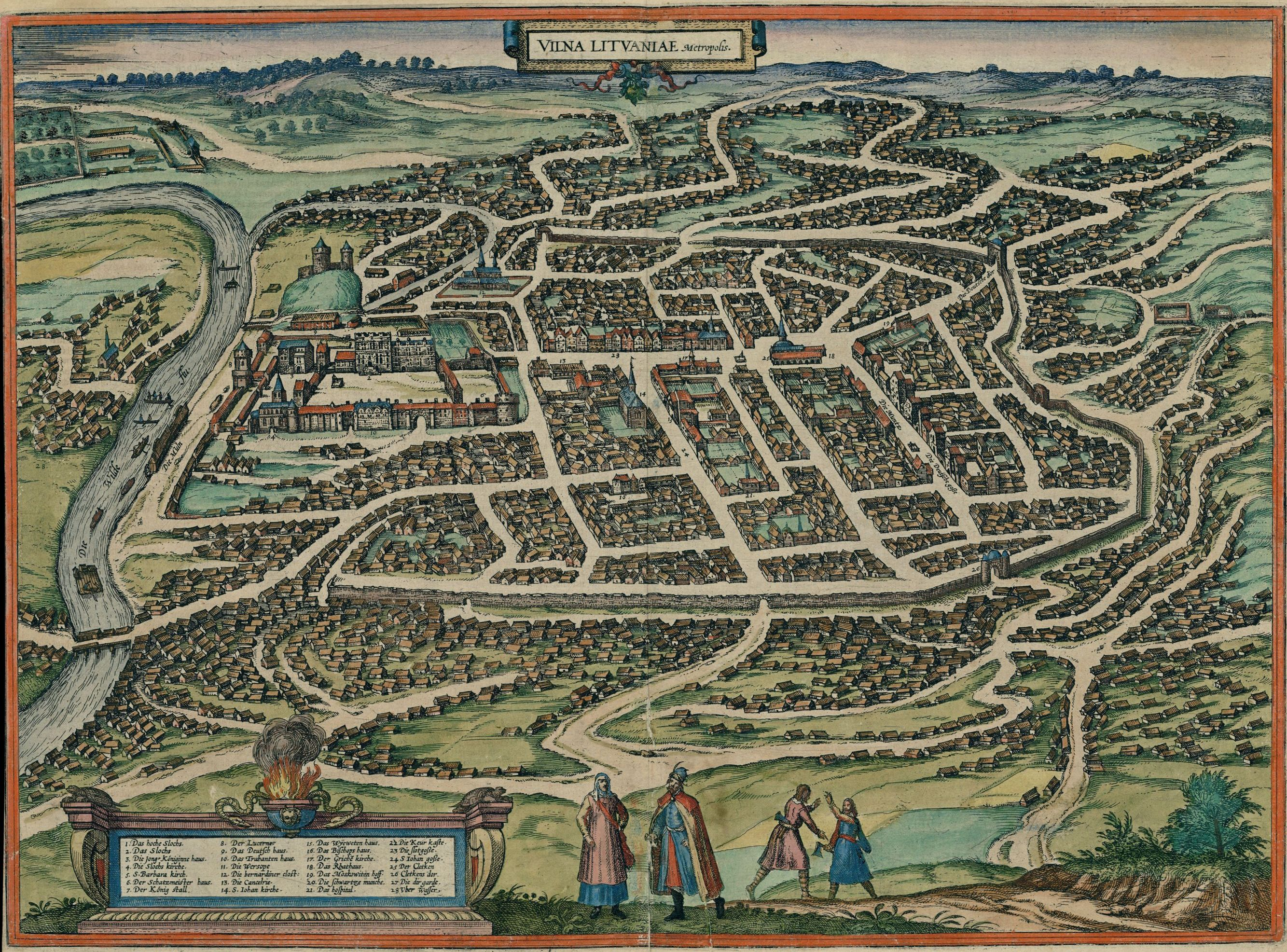
Вільнюс у 1576

Міське поселення Вільнюс починає формуватися з 13 ст. на лівому березі річки Няріс. У 14–15 ст. воно розростається вздовж доріг на Полоцьк (нині Білорусь), Новгород Великий, Мінськ (нині Білорусь), Москву, Луцьк–Львів–Крим, Гродно (нині Білорусь) — Краків (Польща), Каунас (Литва) — Кенігсберг (нині Калінінград, РФ) — Данціг (нині Гданськ, Польща). Побудована на початку 16 ст. міська стіна охоплювала площу 100 га, стільки ж займали передмістя. Мешкало близько 20 тис. жителів. Серед них — литовці, вихідці з Русі («Руський кінець» відомий вже наприкінці 14 ст.) та з німецьких міст (Німецька вулиця існувала з 15 ст.), татари (з кін. 14 ст.), мешканці Польщі та євреї (кагал юридично оформився 1636). Таким же строкатим був і конфесійний склад: до 1387 року переважали язичники, до 1323 оселилися францисканці, у часи правління Ольгерда з'явилися православні церкви. Після хрещення Литви у 1387 році Вільнюс став центром католицької єпархії, були побудовані численні католицькі монастирі (бернардинців, бернардинок, домініканців та ін.), кафедральний собор, парафіяльний костел святого пророка Іоанна Хрестителя, костели монастирів. Важливим центром православної культури залишалися монастир Св. Духа та православні церкви міста.

### Магдебурзьке право

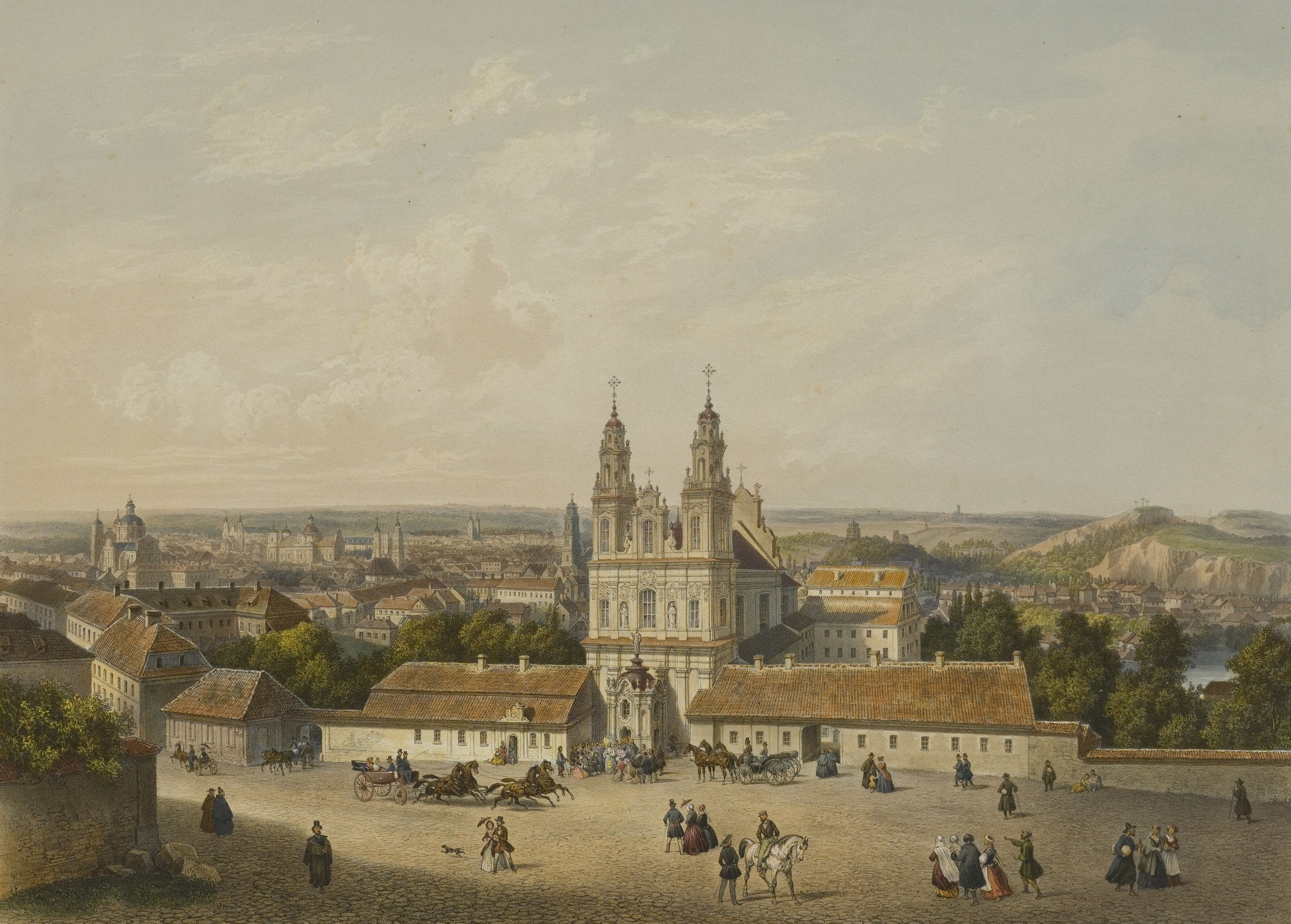
Панорама міста у 19 столітті

У 1387 році міщани одержали право на самоврядування, так зване магдебурзьке право. Управління здійснювалося Радою, яка складалася з литовсько-католицької та русько-православної частин, і війтом, якого призначав великий князь. При владі знаходився патриціат, у 1536 середні прошарки населення утворили своє представництво з 60 мужів, які мали право контролювати Раду. Проте та чи ін. частина міста й передмістя були або в підпорядкуванні великого князя (його місцевої адміністрації), або католицького єпископа з капітулом, або православного архімандрита чи окремих вельмож. У цих юридиках (присудах) діяло земське право. В 17–18 ст. кожен мешканець міста мав сплачувати податки за одним із 5 списків: «магдебурзьке місто», «замковий присуд», «єпископа присуд», «архімандрита присуд», «єврейського кагалу присуд».
Вільнюс знаходився на перехресті торгових шляхів Європи. Торгівля була джерелом багатства міста. Ольгерд звільнив купців від мита на всій території князівства. В січні та серпні тут відбувалися великі ярмарки. У місті зустрічалися купці зі Львова, Кам'янця (нині Кам'янець-Подільський), Києва, міст Польщі, Антверпена (нині Бельгія), Риги (нині Латвія), Новгорода Великого, Стамбула, Нюрнберга (Німеччина) та ін. Розвивалися ремесла, від кінця 15 ст. почали виникати цехи (на серед. 17 ст. їх було близько 40).
Політика ВКЛ відзначалася релігійною толерантністю. В столиці у середині 16 ст. під впливом Реформації утворилися общини лютеран, кальвіністів, аріан. У 30-х рр. 16 ст. у місті працювала друкарня Франциска Скорини. Православне населення об'єдналося в братство, яке діяло при Свято-Троїцькому, а потім Свято-Духівському монастирі, воно мало свою школу, друкарню, яка видавала полемічну та навчальну літературу. Вільнюс відіграв велику роль у розвитку «руської» (укр.-білорус.) культури кін. 16 ст. — 20–30-х рр. 17 ст. У 1569 році до міста запрошений орден єзуїтів, який у 1570 заснував колегіум (з 1579 — академію; нині це Вільнюський університет). Після Берестейської церковної унії 1596 року утворилася община унійців, діяв чернечий орден василіан. Релігійна полеміка та інтелектуальні змагання 2-ї пол. 16 — 1-ї половини 17 ст. сприяли поширенню книговидання (друкарні Академії, Мамоничів, Карцана, василіан та ін.). У 17 — 1-й половині 18 ст. розвивалися в стилі бароко архітектура, мистецтво та література.
Розвиток міста був спочатку уповільнений внаслідок зміни торгової кон'юнктури в Європі та звуження столичних функцій міста після Люблінської унії 1569 року, а згодом перерваний через війни серед. 17 ст. Після захоплення міста російськими військами (1655) воно було пограбоване й розорене, розпочалася епідемія чуми. Великі втрати Вільнюс зазнав під час Північної війни та епідемії чуми 1710–11, пожеж 1748 і 1749 років. Місто не раз відновлювалося, прибували нові мешканці. У 2-й пол. 18 ст. внаслідок культивування ідей Просвітництва, реформи університету, розвитку книговидання Вільнюс перетворився на значний культурний центр регіону. Населення міста брало активну участь у міщанському русі Речі Посполитої під час 4-літнього сейму. У 1794 році Вільнюс був центром повстання у ВКЛ. Міщани організовували загони національної гвардії та протистояли російським військам.

### Російська імперія

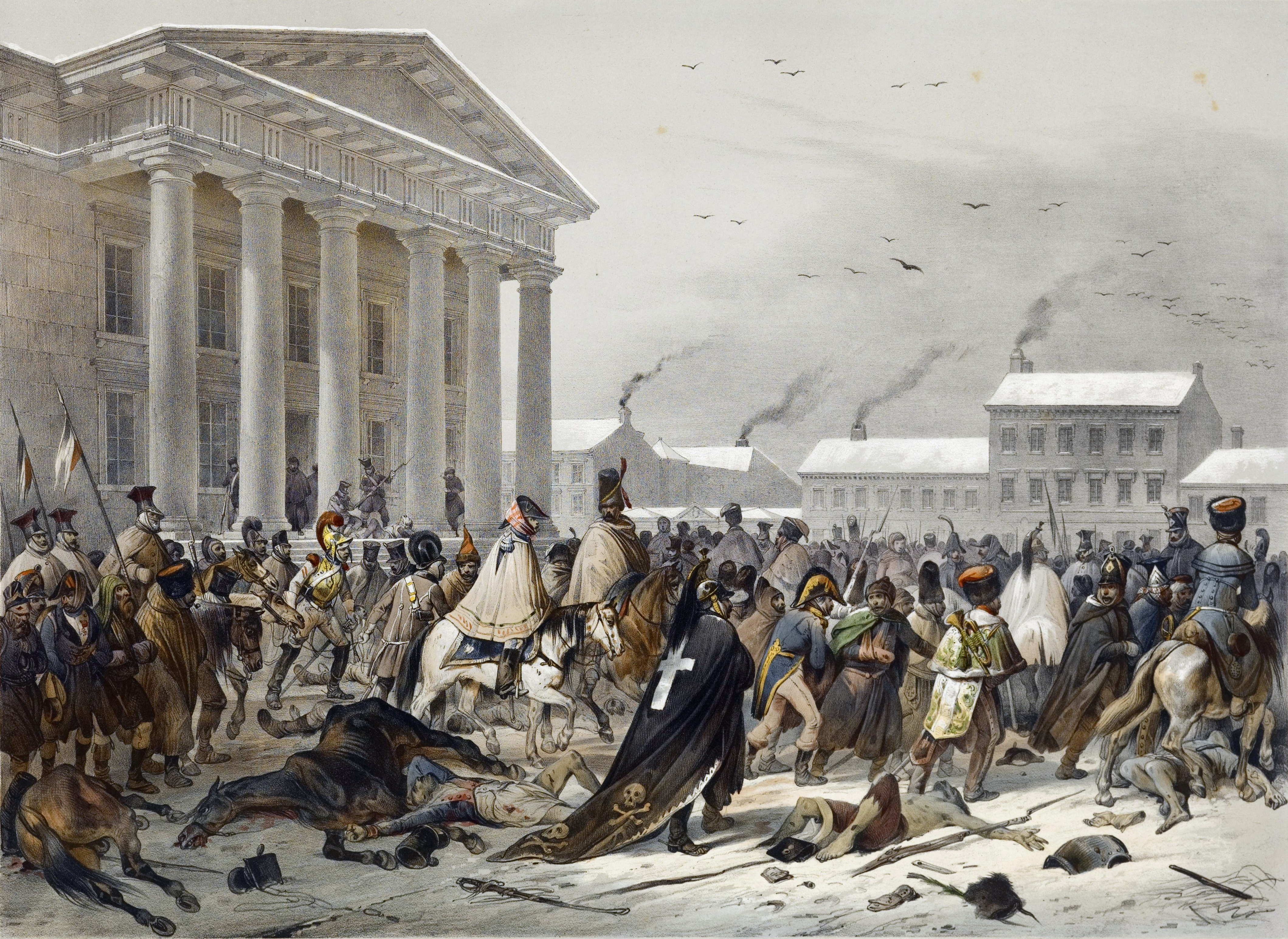
Велика армія Наполеона біля міської Ратуші

Після 3-го поділу Польщі (1795) Литва відійшла до Російської імперії. Вільнюс став губернським містом. Проте діяльність університету, Археологічної комісії та її Музею старовини, численних підпільних антиросійських організацій (філомати з участю Адама Міцкевича та ін.), участь вільнюсців у польському повстанні 1830—1831 і польському повстанні 1863—1864 (зокрема й під керівництвом Кастуся Калиновського) зберегли за Вільнюсом значення центру громадсько-політичного і культурного життя земель колишнього ВКЛ. У місті видавалася газета «Мужицька правда», діяв Виконавчий відділ Литви. Однак репресії царського уряду після придушення повстань (закриття університету (1832) й Археологічної комісії (1855), заборона друку литовською мовою латинкою (1864) та ін.) негативно позначилися на розвитку міста. Тут 22 березня 1864 року на Лукійській площі російська влада стратила Кастуся Калиновського.
В останні десятиліття 19 ст. швидко розвивалася промисловість (залізообробна, харчова, легка), зростала чисельність населення (1796 — 17 500, 1859 — 58 200, 1897—154 500, 1909—205 200 осіб). Відбулася полонізація місцевого населення, за рахунок чиновників і військових збільшилася кількість росіян, зросла єврейська спільнота. У 1897 році в місті мешкало 2,1 % литовців, 4,2 % білорусів, 20,1 % росіян, 30,9 % поляків, 40 % євреїв. У громадському житті міста провідне місце посіла російська мова, вживання польської, а особливо литовської натрапляло на перешкоди з боку влади. На межі 19–20 ст. Вільнюс став центром діяльності соціал-демократичних і націоналістичних (литовської, польської та єврейської) партій. Під час революції (1905—1907) у місті відбувся Великий Вільнюський сейм литовського національно-визвольного руху.

### Окупації та незалежність

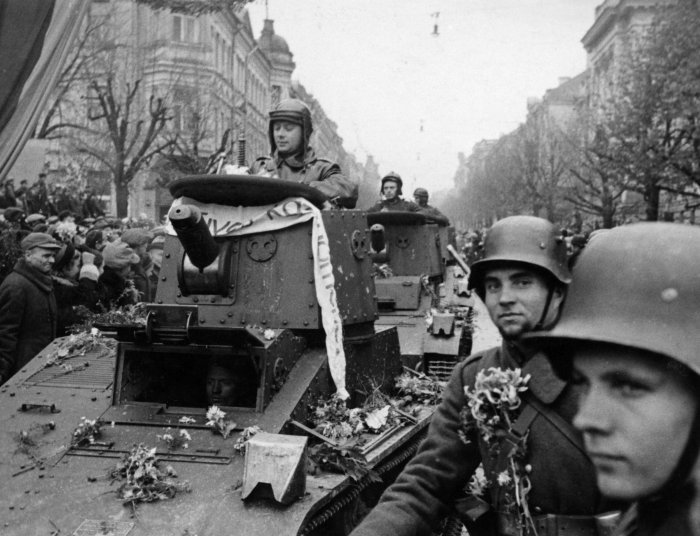
Литовські танки у місті, 1939

У ході I світової війни Вільнюс був окупований німецькими військами. Після завершення війни Литовська Тариба (рада), що засідала у місті 16 лютого 1918 року, проголосила незалежність Литви, а Вільнюс — столицею Литовської республіки. В боротьбі за Вільнюс зіткнулися Литва, Польща і РСФРР. У 1922 році Вільнюс перейшов до Польщі. Литва не визнала прав Польщі на місто. Конституція Литви проголосила місто столицею, спір був винесений на форум Ліги Націй й став причиною конфронтації Литви й Польщі.
Число мешканців у 1939 році досягло довоєнного рівня (209 400). На початку Другої світової війни 19 вересня 1939 місто зайняли радянські війська, 10 жовтня СРСР передав Вільнюс Литві з умовою співробітництва. У місто стали переїжджати державні установи, число мешканців зросло до 270 000, серед них литовці складали тепер бл. 28 %. Влітку 1940 року Литва була окупована радянськими військами й тут була проголошена Литовська Радянська Соціалістична Республіка, столицею якої став Вільнюс. 14– 15 червня 1941 року з міста відправляли на заслання жертви масового радянського терору. 23 червня 1941 року вибухнуло антирадянське повстання. Окуповане гітлерівськими військами місто зазнало руйнувань, жорстоких репресій, методично винищувалося єврейське населення. У роки війни загинуло близько 70 000 мешканців. 13 липня 1944 року місто повторно зайняли радянські війська, місту повернено статус столиці Литовської РСР. Зросла кількість населення (на 1988—577 500 осіб), розвивалася промисловість, зокрема підприємства електроніки та приладобудування ВПК СРСР. Вільнюс став культурним центром Литви. У 1988–89 роках відбулися масові мітинги організації «Саюдис» на підтримку перебудови. Відновлення незалежності Литви відбулося у 1990 році.

## Географія та клімат

Вільнюс у вересні 2014

Вільнюс розташований на південному сході Литви (54°41′N 25°17′E) при впадінні річки Вільня до річки Няріс.
Нецентральне розташування міста можна пояснити частою зміною національних кордонів Литви протягом сторіч. Так, за часів Великого князівства Литовського Вільнюс був не лише культурним, а й географічним центром тодішньої держави.
Вільнюс розташований за 312 кілометрів від Клайпеди, міста, що є головним морським портом Литви, так само за допомогою сучасних автомобільних доріг з основними містами країни: Каунас (102 км), Шауляй (214 км) та Панявежис (135 км).
Нинішня площа міста — 401 км². Забудова становить 20,2 % площі, зелені насадження — 43,9 %, вода — 2,1 %.
Клімат у Вільнюсі є перехідним між континентальним та морським. Середньорічна температура становить 6,1 °C.
| Клімат міста                               | Клімат міста | Клімат міста | Клімат міста | Клімат міста | Клімат міста | Клімат міста | Клімат міста | Клімат міста | Клімат міста | Клімат міста | Клімат міста | Клімат міста | Клімат міста |
| Показник                                   | Січ.         | Лют.         | Бер.         | Квіт.        | Трав.        | Черв.        | Лип.         | Серп.        | Вер.         | Жовт.        | Лист.        | Груд.        | Рік          |
| Абсолютний максимум, °C                    | 8,5          | 14,4         | 19,8         | 27,6         | 31,8         | 33,4         | 35,4         | 34,4         | 29,8         | 24,5         | 14,9         | 10,5         | 35,4         |
| Середній максимум, °C                      | −3,5         | −1,7         | 3,3          | 10,7         | 18,2         | 21,1         | 22,1         | 21,6         | 16,4         | 10,2         | 3,5          | −0,5         | 10,1         |
| Середня температура, °C                    | −6,1         | −4,8         | −0,6         | 5,7          | 12,5         | 15,8         | 16,9         | 16,3         | 11,6         | 6,6          | 1,2          | −2,9         |              |
| Середній мінімум, °C                       | −8,7         | −7,6         | −3,8         | 1,6          | 7,5          | 10,8         | 12,3         | 11,5         | 7,7          | 3,4          | −0,9         | −5,2         | 2,4          |
| Абсолютний мінімум, °C                     | −37,2        | −35,8        | −29,6        | −14,1        | −3,6         | 0,0          | 3,5          | 1,0          | −4,8         | −14,4        | −22,5        | −30,5        | −37,2        |
| Середня кількість сонячних годин на місяць | 36           | 71           | 117          | 164          | 241          | 231          | 219          | 217          | 140          | 94           | 33           | 25           | 1588         |
| Норма опадів, мм                           | 38.9         | 34.4         | 37.0         | 46.2         | 52.1         | 72.7         | 79.3         | 75.8         | 65.2         | 51.5         | 51.5         | 49.2         | 653.5        |
| Днів з опадами                             | 21,7         | 18,4         | 17,5         | 10,2         | 12,4         | 11,7         | 11,4         | 10,5         | 9,7          | 13,5         | 16,7         | 21,2         | 174,9        |
| Вологість повітря, %                       | 87.2         | 84.3         | 77.6         | 65.5         | 67.2         | 70.2         | 73.3         | 74.1         | 78.5         | 84.7         | 90.0         | 89.0         | 78.5         |
| ------------------------------------------ | ------------ | ------------ | ------------ | ------------ | ------------ | ------------ | ------------ | ------------ | ------------ | ------------ | ------------ | ------------ | ------------ |

## Населення
У 2018 році загальна чисельність населення становила 574 147 осіб.
| Динаміка населення з 1769 по 2021 |          |         |          |         |          |         |          |         |          |
| 1769                              | 1811     | 1818    | 1823     | 1834    | 1859     | 1860    | 1875     | 1889    | 1897пер. |
| 17 500                            | 56 300   | 33 600  | 46 700   | 52 300  | 58 200   | 60 040  | 82 700   | 109 329 | 154 532  |
| 1909                              | 1916     | 1919    | 1923пер. | 1931    | 1939     | 1941    | 1944     | 1951    | 1959пер. |
| 205 200                           | 140 800  | 128 500 | 167 400  | 195 071 | 209 442  | 270 000 | 110 000  | 179 000 | 236 100  |
| 1970пер.                          | 1979пер. | 1983    | 1987     | 1988    | 1989пер. | 1991    | 2001пер. | 2003    | 2004     |
| 372 000                           | 475 825  | 525 000 | 566 000  | 578 500 | 582 500  | 597 700 | 542 287  | 552 800 | 541 180  |
| 2006                              | 2007     | 2008    | 2009     | 2010    | 2011пер. | 2012    | 2013     | 2014    | 2017     |
| 541 824                           | 542 782  | 544 206 | 546 733  | 548 835 | 543 071  | 533 279 | 537 152  | 539 939 | 545 033  |
| 2018                              | 2020     | 2021    | -        | -       | -        | -       | -        | -       | -        |
| 547 328                           | 580 020  | 588 412 | -        | -       | -        | -       | -        | -       | -        |
| Гістограма динаміки населення     |          |         |          |         |          |         |          |         |          |

Етнічний склад населення міста
Місто здавна було багатонаціональним, до того ж історично склалося так, що литовці часто становили його меншість. Так, за даними перепису населення 1897 року, з 154 632 містян 61,847 (40,0 %) євреїв, 47,795 (30,1 %) поляків, 30,967 (20,1 %) росіян, 6,514 (4,2 %) білорусів, 3,131 (2 %)литовців та 4 717 (2,7 %) представників інших національностей, зокрема й українців.
За даними перепису 2001 року, 57,8 % населення Вільнюса становили литовці, 18,7 % поляків, 14 % росіян, 4 % білорусів, та 0,5 % євреїв.
| Динаміка етнічного складу населення Вільнюса |                          |      |                      |      |                      |      |                    |      |                       |     |        |     |         |
| Рік                                          | Литовці (лит. Lietuviai) | %    | Поляки (лит. Lenkai) | %    | Росіяни (лит. Rusai) | %    | Євреї (лит. Žydai) | %    | Білоруси (лит. Gudai) | %   | Інші   | %   | Загалом |
| 1897                                         | 3,131                    | 2    | 47,795               | 30.1 | 30,967               | 20   | 61,847             | 40   | 6,514                 | 4.2 | 10,792 | 6.9 | 154,532 |
| 1931                                         | 1,579                    | 0.8  | 128,600              | 65.5 | 7,400                | 3.8  | 54,600             | 27.8 | 1,700                 | 0.9 | 4,166  | 2.1 | 196,345 |
| 1959                                         | 79,400                   | 34   | 47,200               | 20   | 69,400               | 29   | 16,400             | 7    | 14,700                | 6   | 9000   | 3,8 | 236,100 |
| 1970                                         |                          | 42,8 |                      | 18,3 |                      | 24,5 |                    | 4,4  |                       | 6,5 |        |     | 372,000 |
| 1979                                         |                          | 47,3 |                      | 18,0 |                      | 22,2 |                    | 2,3  |                       | 6,4 |        |     | 475,825 |
| 1989                                         | 291,527                  | 50,5 | 108,239              | 18,8 | 116,618              | 20,2 | 9,109              | 1,6  | 30,282                | 5,3 | 21,260 | 3,7 | 576,747 |
| 2001                                         | 318,510                  | 57.5 | 104,446              | 18.9 | 77,698               | 14.1 |                    | 0.5  | 22,555                | 4.1 | 30,695 | 5.5 | 553,904 |
| 2012                                         |                          | 63.2 |                      | 16.5 |                      | 12   |                    | ?    |                       | 3.5 |        | 4.8 | 535,631 |

Релігійний склад населення міста
Релігійний склад населення міста станом на 2011 рік:
| Католики | Православні | Старообрядці | Лютерани | Реформатори | Мусульмани | Юдаїсти | Інші  | Атеїсти / не вказали |
| -------- | ----------- | ------------ | -------- | ----------- | ---------- | ------- | ----- | -------------------- |
| 65,5 %   | 8,9 %       | 1,0 %        | 0,3 %    | 0,2 %       | 0,1 %      | 0,1 %   | 1,0 % | 22,7 %               |

## Транспорт
Через Вільнюс проходять перетинаючі Литву європейські магістралі E28 (Берлін — Гданськ — Калінінград — Кібартай — Маріямполе — Вільнюс — Мінськ — Гомель), E85 (Клайпеда — Каунас — Вільнюс — Ліда — Чернівці — Бухарест — Александруполіс), E272 (Клайпеда  — Паланга — Шяуляй — Паневежис — Укмерге — Вільнюс).
Місто має міжнародний аеропорт Вільнюс, що розташований за 5 км від центру міста і має пряме залізничне сполучення зі станцією Вільнюс.
У Вільнюсі є декілька залізничних станцій, провідна — станція Вільнюс, другорядні — Науйої-Вільня, Паняряй, Вайдотай, Вільнюський аеропорт.
Вільнюс має розвинену систему громадського транспорту; 45 % населення користується громадським транспортом, це один з найвищих показників у Європі. Оператором автобусної та тролейбусної мережі є Vilniaus viešasis transportas. Місто обслуговує понад 60 автобусних, 18 тролейбусних, 6 швидких автобусних (експресів), 6 нічних автобусних маршрутів та лінію фунікулеру Тролейбусна мережа є однією з найбільших у Європі. Понад 250 автобусів та 260 тролейбусів здійснюють перевезення близько 500 000 пасажирів кожного робочого дня. Студенти, особи похилого віку та з вадами здоров'я отримують великі знижки (до 80 %) на квитки. Перші регулярні автобусні маршрути були впровадженні у 1926 році, тролейбусні — у 1956 році, фунікулер — з 2003 року.
Особливості рельєфу і забудови не дозволили впровадити трамвайний рух в місті, функції якого впродовж 1893—1926 років виконувала конка.

## Староства
Це єдине міське самоврядування в Литві, який включає не одне місто (як муніципалітети інших міст), а два міста (Вільнюс і Григішкес) і два села (у Григішкеському старостві — Неравяй і Салос).
В адміністративно-територіальному плані місто належить до самоврядування міста Вільнюса. Керує ним Рада самоврядування і мер, що обирається Радою. Територія самоврядування поділяється на 21 староство (лит. seniūnija), території яких частково відповідають частинам міста, що історично склалися, його передмістям і районам нових забудов:
1. Веркяй (Verkių seniūnija)
2. Антакальніс (Antakalnio seniūnija)
3. Пашілайчяй (Pašilaičių seniūnija)
4. Фабійонішкес (Fabijoniškių seniūnija)
5. Пілайте (Pilaitės seniūnija)
6. Юстінішкес (Justiniškių seniūnija)
7. Віршулішкес (Viršuliškių seniūnija)
8. Шешкіне (Šeškinės seniūnija)
9. Шніпішкес[en] (Šnipiškių seniūnija)
10. Жірмунай (Žirmūnų seniūnija)
11. Каролінішкес (Karoliniškių seniūnija)
12. Жверинас (Žvėryno seniūnija)
13. Григішкес (Grigiškių seniūnija)
14. Лаздінай (Lazdynų seniūnija)
15. Вілкпеде (Vilkpėdės seniūnija)
16. Науяместіс (Naujamiesčio seniūnija)
17. Сянаместіс (Senamiesčio seniūnija)
18. Науйої-Вільня (Naujosios Vilnios seniūnija)
19. Аукштеї-Панеряй (Panerių seniūnija)
20. Науїнінкай (Naujininkų seniūnija)
21. Расос (Rasų seniūnija)

## Визначні місця
Гостра Брама (Аушрос Варту) — єдині з дев'яти оборонних воріт Вільнюса, що збереглися донині. У каплиці тут зберігається головна християнська святиня Литви та Білорусі — Остробрамська ікона Божої Матері, одна з небагатьох ікон, на яких Діву Марію зображено без маленького Ісуса.
Ужупіс, або Заріччя — район, із трьох боків оточений річкою Вільняле. Це місце творчих людей: художників, поетів, скульпторів та майстрів альтернативного мистецтва, їхніх студій та музеїв. Вони оголосили цю землю республікою й написали власну Конституцію, яку вибили на пластинах у кафе «Рідні стіни». Серед її положень: людина «не має права зазіхати на вічність», «має право нічого не розуміти», «не має права на насильство»…
Інші примітні пам'ятки:

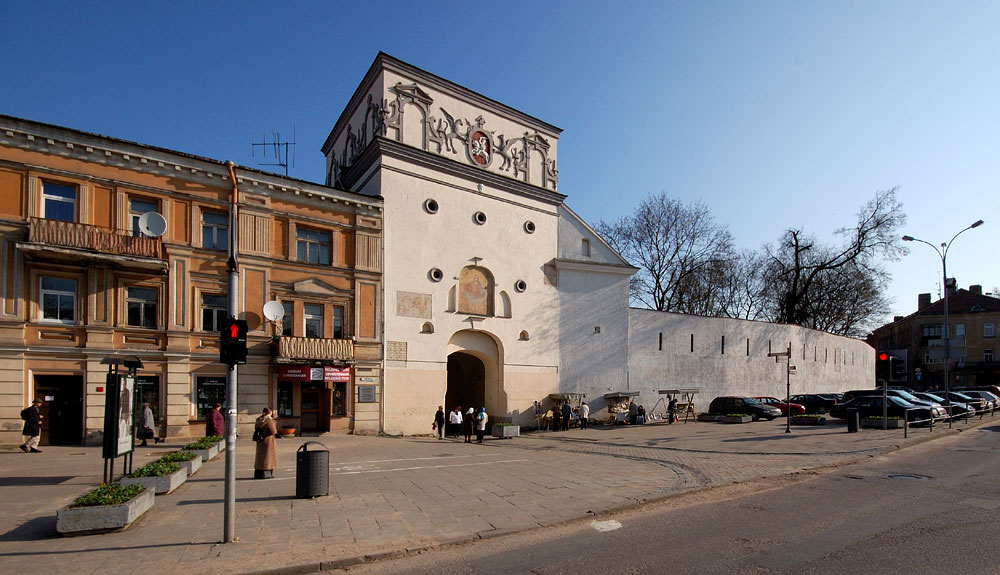
Гостра Брама
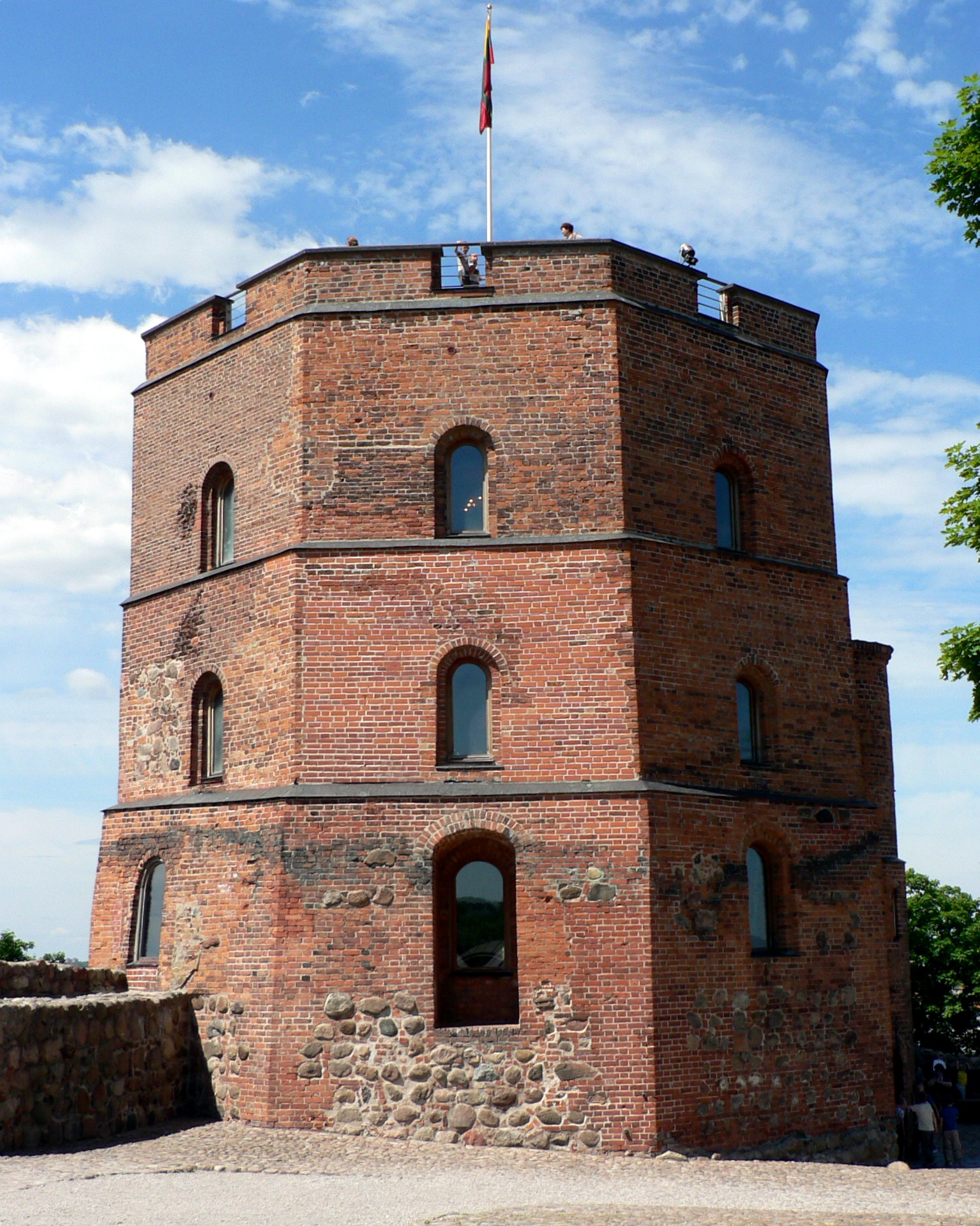
Вежа Гедиміна
- Вільнюська ратуша
- Костел Св. Анни
- Кафедральний собор
- Музей жертв геноциду
- Церква Знамення Божої Матері
- Церква Пресвятої Трійці
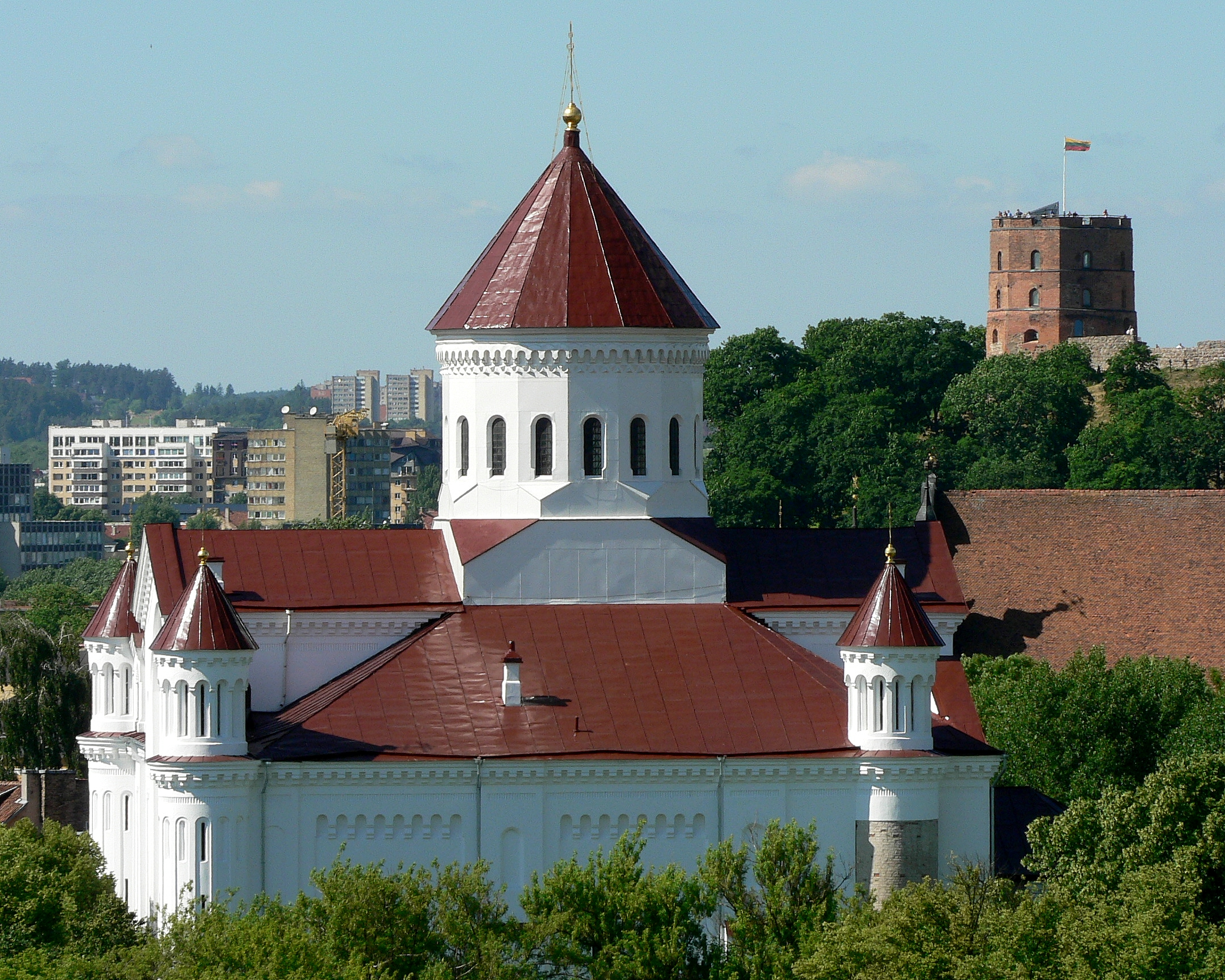
Успенський Пречистенський собор
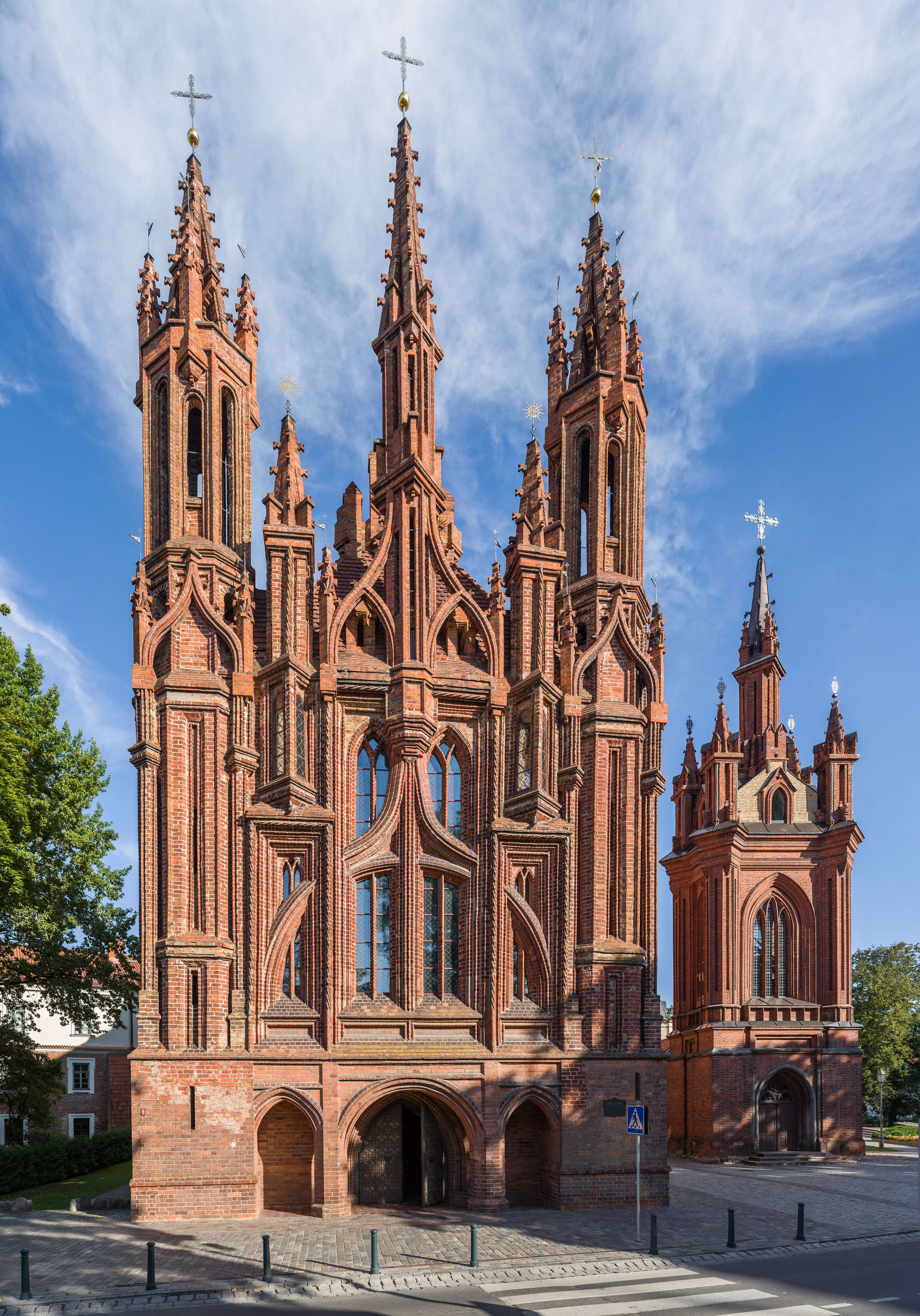
Костел Св. Анни
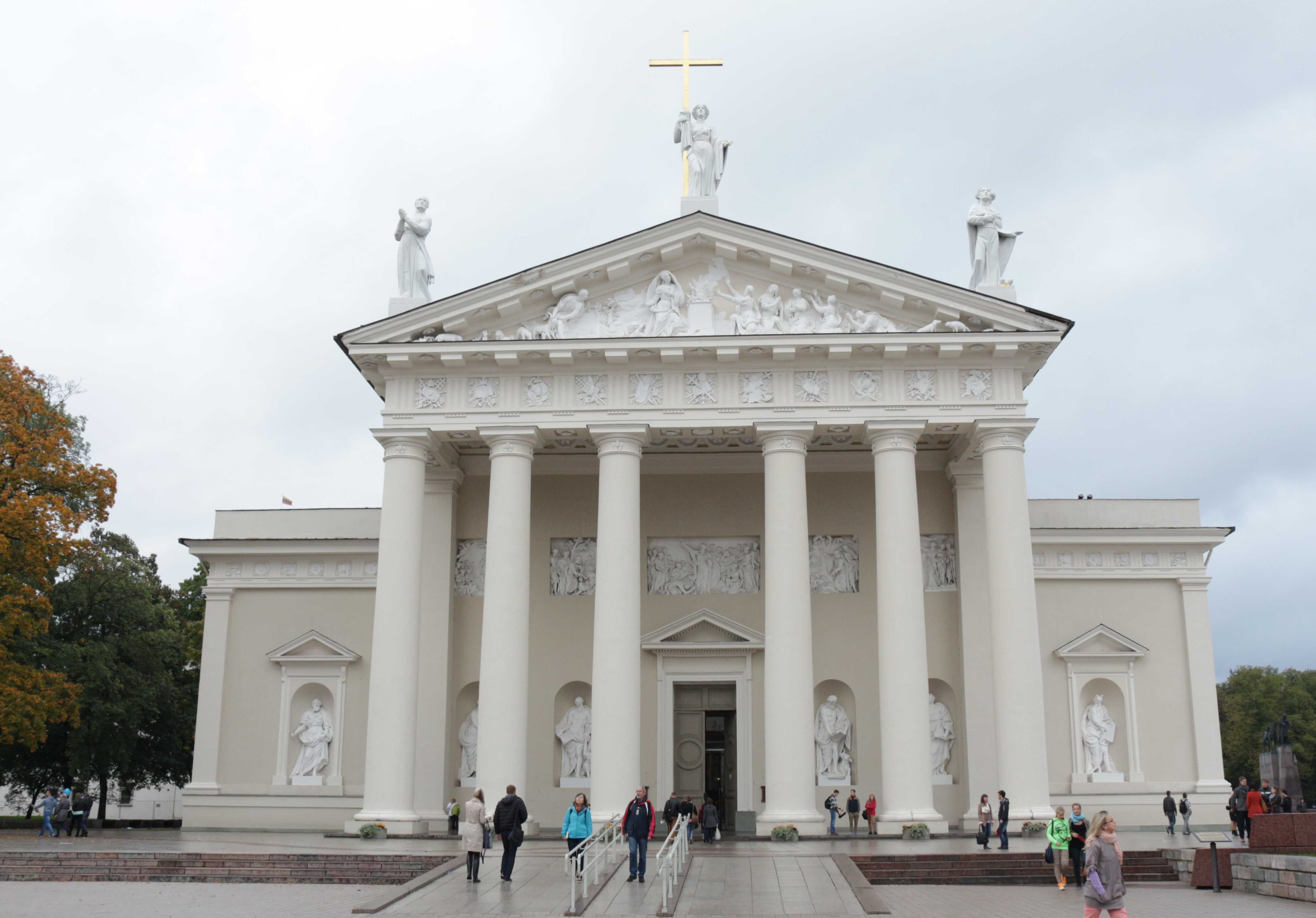
Кафедральний собор святих Станіслава та Владислава

- Костел Святих Петра і Павла

- Гостра Брама
- Вежа Гедиміна
- Успенський Пречистенський собор
- Костел Св. Анни
- Кафедральний собор святих Станіслава та Владислава

## Освіта, культура
- Бібліотека Академії наук Литви

Вільнюський університет

- Бібліотека Вільнюського університету
- Вільнюський університет
- Литовська академія музики і театру
- Литовська національна бібліотека імені Мартінаса Мажвідаса

### Музеї
- Музей жертв геноциду
- Національний музей Литви
- Литовський художній музей
  - Вільнюська картинна галерея
  - Музей ужиткового мистецтва та дизайну
  - Національна художня галерея
  - Художній музей Вітаутаса Касюліса
- Будинок сигнаторів
- Державний єврейський музей Віленського Гаона
- Дім-музей Марії та Юргіса Шлапялісів
- Будинок-музей сім'ї Венцлови
- Литовський музей театру, музики та кіно
- Музей церковної спадщини
- Літературний музей О. С. Пушкіна

### Театри
- Литовський національний драматичний театр
- Литовський національний театр опери і балету
- Вільнюський старий театр
- Молодий театр

## Українці, пов'язані з містом
- Дмитро Вітовський молодший — начальник Військово-польової жандармерії УПА ВО-4 «Говерла», командир ТВ-24 «Маківка».
- Дмитро Дорошенко — український політичний діяч, історик.
- Олександр Катхе — підполковник Дієвої Армії УНР.
- Костянтин Кукель — старшина Дієвої армії УНР.[62]
- Борис Левитський — співак (тенор), піаніст, композитор.
- Дмитро Левитський — співак (тенор), музичний критик, педагог.
- Іссахар Лівшиц — український ентомолог і акаролог.
- Мойсей Рафес — член Української Центральної Ради.
- Павло Рубін — український металург.
- Роман Селівачов — український художник.
- Михайло Шапсай — український режисер-документаліст.
- Тарас Шевченко — український поет, письменник, художник, громадський та політичний діяч[63].
- Юрій Гаврильченко — український художник, член НСХУ (1980)
- Попович Владислав Миколайович — видавець та громадсько-політичний діяч, політв'язень режиму Януковича, військовик.
- Палійчук Борис Дмитрович (1913—1995) — радянський і український письменник, сценарист.

## Особи, пов'язані з містом
- Тіто Лівіо Бураттіні (1617—1681 роки) — польський науковець і інженер, дипломат
- Микеланджело Паллоні (1637—1712 роки) — польський і італійський художник
- Мартин Альтомонте (1657—1745 роки) — польський і австрійський художник, німець за походженням
- Тшебінський Юзеф (1867–1941 роки) — польський ботанік, фітопатолог, професор Вільнюського університету
- Роом Абрам Матвійович (1894—1976) — радянський російський режисер театру і кіно, сценарист
- Піотровський Адріан Іванович (1898—1937) — російський і радянський перекладач, філолог, драматург, літературознавець, театральний критик
- Ромен Гарі (1914—1980) — французький письменник
- Михайло Михайлович Бахтін — російський літературознавець і мистецтвознавець.
- Євгенія Шімкунайте (1920—1996) — литовський і радянський аптекар і етнограф.
- Єрмолінський Сергій Олександрович — російський письменник, сценарист.
- Чеслав Мілош — класик польської літератури, лауреат Нобелівської премії.
- Адам Міцкевич — польський поет.
- Піск Клемен — сучасний словенський поет, письменник, перекладач і музикант.
- Еляна Бучюте — литовська архітекторка, лауреатка Державної премії Литовської РСР.
- Едуард Лобов — білоруський політичний діяч, співголова «Молодого Фронту», боєць тактичної групи «Білорусь».
- Ронінсон Готліб Михайлович (1916—1991) — радянський російський актор театру і кіно.
- Ромуальдас Раманаускас (* 1950) — литовський та радянський актор театру та кіно.
- Леонов-Гладишев Євген Борисович (* 1952) — радянський і російський актор театру і кіно, кінорежисер.
- Любомирас Лауцявічюс (* 1950) — радянський і литовський актор театру і кіно.

## Міста-побратими
| - Астана, Казахстан - Біла Церква, Україна - Братислава, Словаччина - Брюссель, Бельгія - Будапешт, Угорщина - Валлетта, Мальта - Варшава, Польща - Дніпро, Україна - Донецьк, Україна - Дублін, Ірландія - Дуйсбург, Німеччина (since 1985) - Единбург, Велика Британія - Ерфурт, Німеччина - Гданськ, Польща (since 1998) - Гуанчжоу, Китай - Зальцбург, Австрія | - Іркутськ, Росія - Йоенсуу, Фінляндія - Київ, Україна - Кишинів, Молдова - Краків, Польща - Лодзь, Польща - Львів, Україна - Любляна, Словенія - Медісон, Вісконсин, США - Мінськ, Білорусь - Москва, Росія - Нікосія, Кіпр - Ольборг, Данія - Осло, Норвегія - Павія, Італія | - Палермо, Італія - Пірей, Греція - Прага, Чехія - Рейк'явік, Ісландія - Рига, Латвія - Санкт-Петербург, Росія - Стамбул, Туреччина - Стокгольм, Швеція - Страсбург, Франція - Тайбей, Тайвань - Таллінн, Естонія - Тбілісі, Грузія - Тирана, Албанія - Торонто, Канада - Чикаго, США |